# Stephanie Szostak
Stephanie Szostak (Parijs,12 juni 1975) is een Franse actrice.

## Beknopte filmografie
- The Devil Wears Prada, 2006
- The Rebound, 2009
- Dinner for Schmucks, 2011
- We Bought a Zoo, 2011
- Iron Man 3, 2013
- Hit by Lightning, 2015

- Gemeinsame Normdatei: 1022228838
- International Standard Name Identifier: 0000 0004 2013 4591
- Library of Congress Control Number: no2013113020
- Virtual International Authority File: 305369706
- WorldCat: E39PBJxhmQgckKbJ7TtMvvrrMP